# برتزو دمو
برتزو دمو (به ایتالیایی: Berzo Demo) یک کومونه در ایتالیا است که در استان برشا واقع شده‌است.

## خصوصیات
برتزو دمو ۱۵٫۴۶ کیلومترمربع مساحت و ۱٬۷۲۹ نفر جمعیت دارد.